# 김해 여여정사 지장보살본원경
김해 여여정사 지장보살본원경(金海 如如精舍 地藏菩薩本願經)은 대한민국 경상남도 김해시 어여정사에 있는 불경이다. 2017년 11월 30일 경상남도의 유형문화재 제617호로 지정되었다.

## 개요
｢김해 여여정사 지장보살본원경｣은 부처님이 도리천(忉利天)에서 어머니 마야부인(摩耶夫人)을 위하여 설법한 내용을 서술한 것이다. 현재 우리나라에서 유통되고 있는 ｢지장경｣은 모두 당(唐)나라 법등(法燈)이 漢譯한 것으로 알려져 있다.
이 자료는 ‘1558년’이라는 명확한 간행 기록(刊記)과 '석두사'라는 간행한 장소도 상세히 알 수 있는 기록들이 남아 있고 보관상태가 양호한 책이다.
귀중본의 기준이 되는 ‘임진왜란(1592년) 이전에 간행된 귀중본이다.

## 참고 문헌
- 김해 여여정사 지장보살본원경 - 국가유산청 국가유산포털